# Павел Зехтинджиев
Павел Христов Зехтинджиев е български учен орнитолог, професор по екология и опазване на екосистемите.

## Биография и дейност
Павел Зехтинджиев е роден на 22 август 1968 г. в Димитровград. През 1990 г. завършва с отличие висшето си образование в Санктпетербургския държавен университет по специалност „Зоология на гръбначните животни“ с дипломна работа върху географската изменчивост на птиците от род Acrocephalus под ръководството на проф. Носков. По време на следването си изучава и таксидермия в лабораторията на Зоологическия институт при РАН под ръководството на М. А. Заславски. Участва в полеви експедиции в Средна Азия, Западен Сибир и Карелия. От 1993 година работи в Института по зоология, а по-късно Институт по биоразнообразие и екосистемни изследвания при БАН. Началото на научната си кариера поставя със създаването на експериментална база „Калимок“, където провежда първите изследвания в страната, свързани с реинтродукцията на редки и застрашени видове птици в природата. Базата се превръща в международно признат изследователски център за пионерни изследвания в областта на орнитологията.
През 1997 провежда първите опити за проследяване на червеногушите гъски и малката белочела гъска чрез сателитни радиопредаватели. През 2001 година защитава докторска дисертация на тема „Нощна миграция на птиците в България“ С научен консултант проф. Казимир Болшаков.
През 2002 година участва в международна експедиция в Мароко за изследване на ролята на Атласките планини върху миграцията на птиците от Европа към Африка. През 2004 година участва в 12-ата българска експедиция в Антарктида, където изследва орнитофауната на остров Ливингстон и открива три вида двойници в рамките на смятания за един вид пингвин папуа (Pygoscelis papua). От 2008 година създава, прилага и усъвършенства методология за оценка на въздействията и намаляване на риска за птиците от изграждането на ветроенергийни паркове в България. Участва в създаването и прилагането на интегрирана система от радари и визуални наблюдения за опазване на птиците в района на Калиакра от вятърните електрогенератори. Автор на повидови очерци в Червената книга на България. Има значими научни достижения в изследването на маларията при птиците.
Откривател е на няколко нови за науката вида (Plasmodium ashfordi от род Plasmodium). Най-значимото му научно постижение е установяването на взаимовръзката между маларията и механизмите на стареене, отразени в статия в списание „Сайънс“.
Специализации в чужбина:
- 2001 – Швейцарски орнитологичен институт, Семпах, Швейцария. Тема: методи за изследване и анализ на данни на миграцията на птиците. Ръководител: проф. Бруно Брудерер.
- 2003– Станция за изследване на миграцията на птиците, Пржебендово, Гданск, Полша. Ориентационо поведение на птиците механизми и методи на изследване. Ръководител: проф. Пржемислав Буссе.
- 2007 – Отдел по Екология, Университета в Лунд, Швеция. Тема: Молекулярни методи в екологията. Ръководител: проф. Стафан Бенсч.[6]

Член на съвета на Европейския орнитологичен съюз. Контактно лице за България на Конвенцията за защита на мигриращите видове (CMS/UNEP) за голяма дропла и водно шаварче. Национален експерт по червеногуша гъска. Носител на наградата на Американското орнитологично общество (The Cooper Ornithological Society) за забележителни достижения в изследванията на птиците за 2016 г.